# مارحاشي

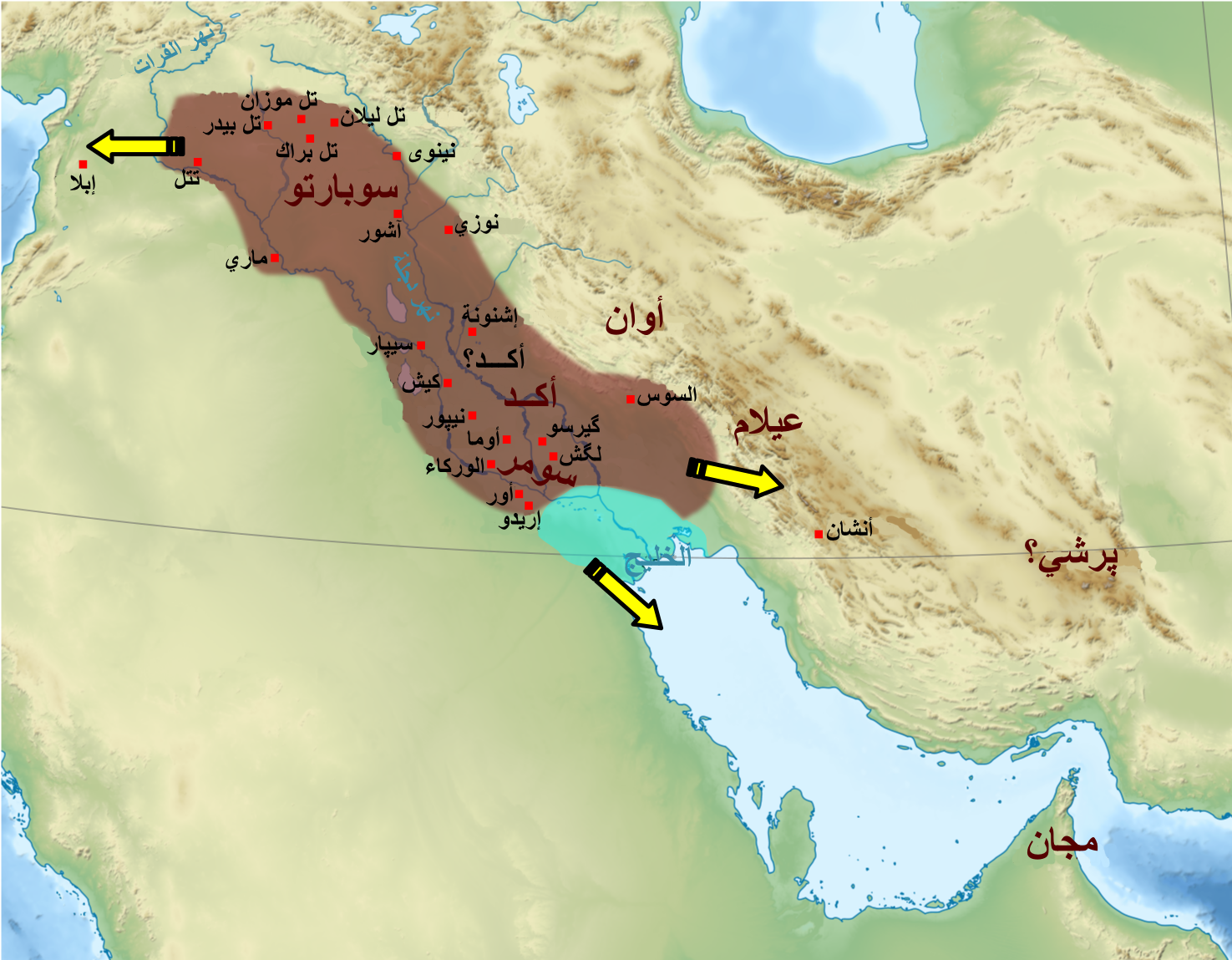
المكان المحتمل لماراحاشي، شرق الإمبراطورية الأكدية

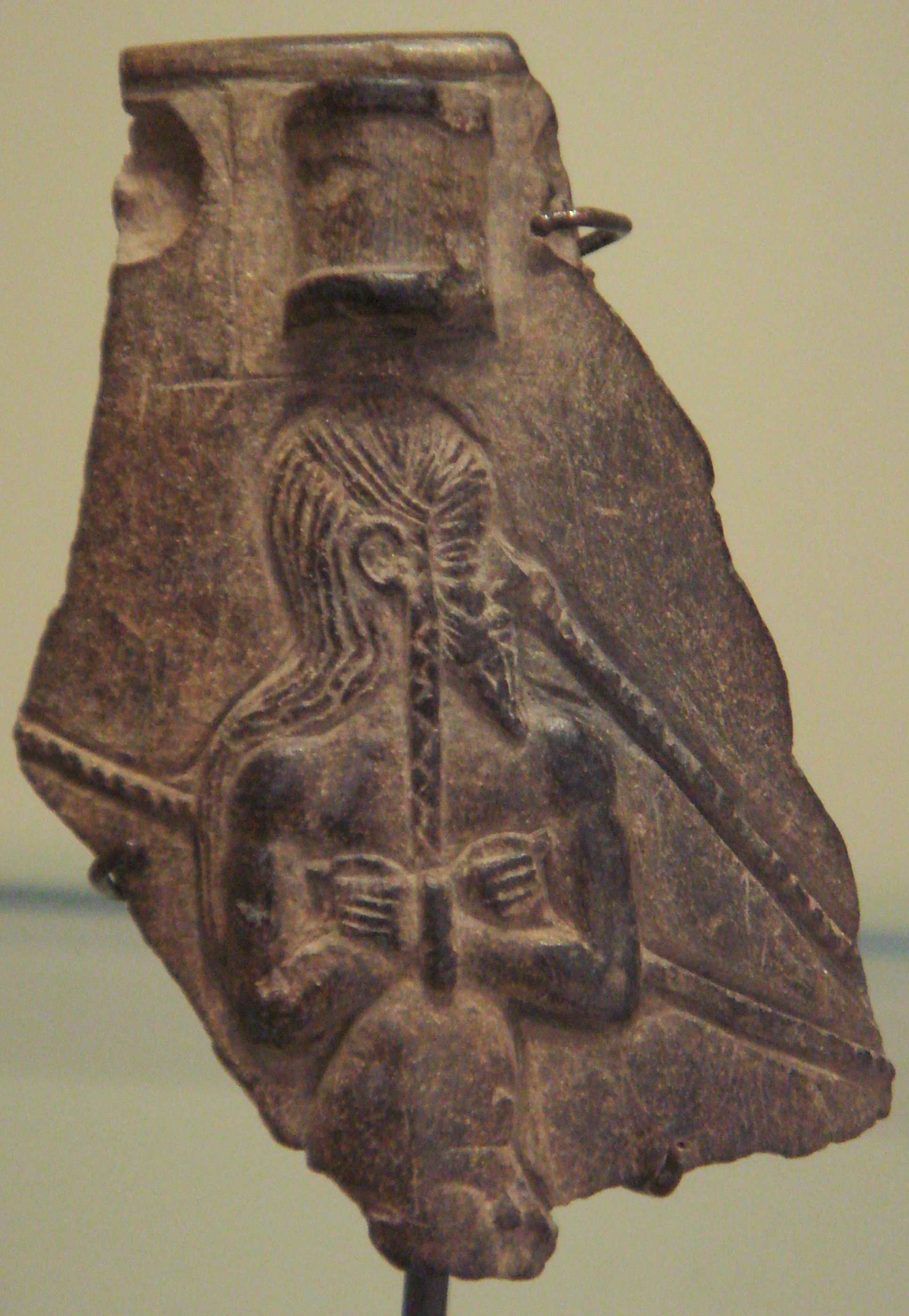
أسير الإمبراطورية الأكدية، عارٍ مقيد مرسوم بحلق الأنف بلحية مدببة وجديلة رأسية. قطعة من مزهرية قد تكون من الوركاء. قد تصور مواطنًا من مارحاشي. 2350-2000 ق م، متحف اللوفر.

مارحاشي (𒈥𒄩𒅆𒆠، وتسمى مارحاسي وبرشي وبارحاسي، وفي مصادر أقدم وراحشي) هي دولة كانت متواجدة في الألفية 3 ق م وتقع شرق عيلام على الهضبة الفارسية. وهي معروفة من مصادر بلاد الرافدين، ولكن مكانها غير معروف تحديدًا، مع أن بعض العلماء يربطونها بجيروفت.